# Straubinger Hochschulpreis
Der Straubinger-Hochschulpreis wurde 1997 erstmals ausgeschrieben und wird seitdem jährlich an Studierende und/oder Doktoranden verliehen. Eine Besonderheit dieser Ehrung ist, dass die eingereichte Arbeit eine Verbindung zur Stadt Straubing und/oder zum Landkreis Straubing-Bogen besitzen muss. Das Preisgeld der Auszeichnung wird jeweils zu einem Drittel von der Stadt Straubing, dem Landkreis Straubing-Bogen und der Sparkasse Niederbayern-Mitte gestiftet. Jeweils ein Vertreter dieser drei Organe (der Bürgermeister der Stadt, der Landrat des Landkreises sowie ein Vorstandsmitglied der Sparkasse) bilden zusammen den Ausschuss, der letztendlich für die Auswahl der gekürten Arbeiten zuständig ist.

## Preisträger
1997 – 1998 – 1999 - 2000 - 2001 - 2002 - 2003 - 2004 - 2005 - 2006 - 2007 - 2008 - 2009 - 2010 - 2011 - 2012 - 2013 - 2014 - 2015 - 2016 - 2017 - 2018

### 1997
Frithjof Hecht, Universität Regensburg
Ausarbeitung (Zulassungsarbeit): „Anpassung, Widerstand und Verfolgung. Die Durchsetzung der NSDAP als neuer Machtträger, dargestellt am Beispiel der bayerischen Mittelstadt Straubing“
Dr. Günther Moosbauer, Universität Passau
Ausarbeitung (Dissertation): „Die ländliche Besiedelung im östlichen Raetien während der römischen Kaiserzeit“

### 1998
Boris Blahak, Universität Regensburg
Ausarbeitung (Magisterarbeit): „Das Rechnungsbuch des Straubinger Landschreibers Hans Kastenmayr“

Irene Haberl, Universität Regensburg
Ausarbeitung (Zulassungsarbeit): „Die Spitzen der kommunalen Verwaltung in der Zeit von 1818 bis 1869 – Straubing, eine Stadt II. Klasse als Fallbeispiel“

### 1999
Ulrike Zwinger, Universität Regensburg
Ausarbeitung (Zulassungsarbeit): „Die kommunale Selbstverwaltung der Stadt Straubing zwischen 1919 und 1933 – Stadtverwaltung in einer krisengeschüttelten Zeit“

### 2000
Wolfgang Bücherl, Universität Regensburg
Ausarbeitung (Diplomarbeit): „Armut: Die vergessene Realität. Möglichkeiten und Grenzen der Armutsanalyse am Beispiel der Stadt Straubing“

### 2001
Andrea Hackner, Universität Regensburg
Ausarbeitung (Zulassungsarbeit): „Der Straubinger Magistrat und das ihm beigeordnete Kollegium der Gemeindebevollmächtigten in Gesetz und Realität. Eine Darstellung der für die Gemeindeorgane einer Hauptstadt II. Klasse im Zeitraum von 1818 bis 1869 geltenden rechtlichen Grundlagen und der tatsächlichen Kompetenzen der Gremien im Beispielfall“

Martin Tanne, FH Aalen
Ausarbeitung (Diplomarbeit): „Produktion von großflächigen Automobilteilen im Zweikomponentenverfahren“

### 2002
Dr. Peter Widmann, Technische Universität Berlin
Ausarbeitung (Dissertation): „An den Rändern der Städte - Sinti und Jenische in der deutschen Kommunalpolitik“

Michaela Berkmüller und Angelika Diller, Fachhochschule Regensburg
Ausarbeitung (Diplomarbeit): „Neugestaltung der Donauuferzone in Straubing“

### 2003
Dr. Ursula Putz, Universität Regensburg
Ausarbeitung (Dissertation): „Archäologische Untersuchungen zu Besiedelung und Landschaftswandel der bronze- und urnenfelderzeitlichen Höhenbefestigung auf dem Bogenberg, Landkreis Straubing-Bogen“

### 2004
Ulrich Radlbeck, Fachhochschule Deggendorf
Ausarbeitung (Diplomarbeit): „Einführung eines digitalen Prozessplanungswerkzeugs im Sondermaschinenbau“

### 2005
Dr. des. Claudia Tappert, Universität Marburg
Ausarbeitung (Dissertation): „Die Gefäßkeramik des latenezeitlichen Siedlungsplatzes Straubing-Bajuwarenstraße“

### 2006
Dr. Reinhard Diller, Technische Universität München
Ausarbeitung (Dissertation): „Antikanzerogene und neuroprotektive Effekte von Hopfeninhaltsstoffen“

### 2007
Dr. Michael Prinz, Universität Regensburg
Ausarbeitung (Dissertation): „Regensburg – Straubing – Bogen. Studien zur mittelalterlichen Namenüberlieferung im ostbayerischen Donauraum“

### 2008
Dr. Karl Gattinger, LMU München
Ausarbeitung (Dissertation): „Bier und Landesherrschaft. Das Weißbiermonopol als Instrument der Wirtschafts- und Finanzpolitik Maximilians I. von Bayern“

### 2009
Anette Noack, Hochschule Regensburg
Ausarbeitung (Masterarbeit): „Selbstbestimmung und Teilhabe von Menschen mit geistiger Behinderung im Alter in einer tagesstrukturierenden Maßnahme – Den Ruhestand gestalten lernen“

### 2010
Silvia Beer, Technische Universität München
Ausarbeitung (Diplomarbeit): "Ermittlung von geologischen Basisdaten und deren Einbindung in das kommunale GIS der Stadt Straubing"

### 2012
Markus Hirschmann, Universität Passau
Ausarbeitung (Zulassung): "Konventionelle und ökologische Landwirtschaft im Gäuboden - Geschichte, Bewirtschaftungsverfahren und aktuelle Entwicklungen"

### 2013
Thomas Osterode, Hochschule Weihenstephan-Triesdorf
Ausarbeitung (Masterarbeit): "Biomethan zu Heizzwecken - Ansichten privater Verbraucher"

### 2014
Johanna Fendl, Universität Regensburg
Ausarbeitung (Masterarbeit): "Heimatforschung - Hebfeier - Hitlerleute. Kirche, Dorf und Politik aus Perspektive des Pfarrers Karl Holzgartner anhand seines Tagebuches in Loitzendorf 1924 bis 1934"

### 2015
Fabian Stuhlfelner, Universität Regensburg
Ausarbeitung (Zulassungsarbeit): "Aufnahme und Integration Heimatvertriebener in Straubing nach dem Zweiten Weltkrieg"

### 2016
Simon Seidl, Ostbayerische Technische Hochschule Regensburg
Ausarbeitung (Bachelorarbeit): „Unterstützung bei der Programmierung und Inbetriebnahme einer Produktionsanlage für Nockenwellen“

### 2017
Andreas Memmer, Hochschule Landshut
Ausarbeitung (Masterarbeit): „Energiewirtschaftliche Analyse von Kundenstruktur und Wechselverhalten am Beispiel der Stadtwerke Straubing Strom und Gas GmbH – Abteilung von Rückgewinnungskonzepten“

### 2018
Dr. Markus Retzer, Universität Regensburg
Ausarbeitung (Dissertation): „Die Verwaltungsstrukturen des Herzogtums Niederbayern-Straubing-Holland“